# Рюмино (Вологодская область)
Рюмино — деревня в Вытегорском районе Вологодской области.
Входит в состав Анненского сельского поселения, с точки зрения административно-территориального деления — в Анненский сельсовет.
Расположена на берегу Ковжского озера, на трассе А119. Расстояние по автодороге до районного центра Вытегры — 67 км, до центра муниципального образования села Анненский Мост — 19 км. Ближайшие населённые пункты — Кябелово, Лоза, Якшино.
По данным переписи в 2002 году постоянного населения не было.